# He's Alive
"He’s Alive" is een aflevering van de Amerikaanse televisieserie The Twilight Zone. Het scenario van de aflevering werd geschreven door Rod Serling.

## Plot

### Opening
Portrait of a bush-league Führer named Peter Vollmer, a sparse little man who feeds off his self-delusions and finds himself perpetually hungry for want of greatness in his diet. And like some goose-stepping predecessors, he searches for something to explain his hunger, and to rationalize why a world passes him by without saluting. That something he looks for and finds is in a sewer. In his own twisted and distorted lexicon he calls it faith, strength, truth. But in just a moment, Peter Vollmer will ply his trade on another kind of corner, a strange intersection in a shadowland called the Twilight Zone.
— Rod Serling

### Verhaal
Peter Vollmer, de leider van een groep neonazi’s, krijgt bezoek van een schimmige figuur die hem aanspoort nog fanatieker op te treden. Op advies van de mysterieuze man wordt Peter steeds populairder bij zijn groep. Dit verandert wanneer zijn kamergenoot, een oudere Joodse man genaamd Ernst, een van Peters speeches onderbreekt en hem openlijk in het gezicht slaat voor wat hij doet. Zo ziet men Peter voor wat hij werkelijk is: een zielig klein mannetje.
De mysterieuze man onthult zichzelf eindelijk en blijkt de geest van Adolf Hitler te zijn. Hij beveelt Peter om Ernst dood te schieten. Peter doet dit, maar wordt vrijwel direct gearresteerd door de politie op verdenking van een andere misdaad. Peter probeert te vluchten, en wordt door de agenten doodgeschoten. Hitler vertrekt weer om een geschiktere opvolger te zoeken.

### Slot
Where will he go next, this phantom from another time, this resurrected ghost of a previous nightmare - Chicago; Los Angeles; Miami, Florida; Vincennes, Indiana; Syracuse, New York? Anyplace, everyplace, where there's hate, where there's prejudice, where there's bigotry. He's alive. He's alive so long as these evils exist. Remember that when he comes to your town. Remember it when you hear his voice speaking out through others. Remember it when you hear a name called, a minority attacked, any blind, unreasoning assault on a people or any human being. He's alive because through these things we keep him alive.
— Rod Serling

## Rolverdeling
- Dennis Hopper: Peter Vollmer
- Ludwig Donath: Ernst Ganz
- Curt Conway: Adolf Hitler
- Howard Caine: Nick
- Barnaby Hale: Stanle

## Citaten
"Mr. Vollmer! I was making speeches before you could read them! I was fighting battles when your only struggle was to climb out of a womb! I was taking over the world when your universe was a crib! And as for being in darkness, Mr. Vollmer.... I INVENTED Darkness!!" —Adolf Hitler

## Achtergrond
Met deze aflevering wilde Rod Serling duidelijk maken, dat zolang er dingen als racisme en haat zijn in de wereld, mensen als Adolf Hitler voort blijven bestaan.
De aflevering staat bekend als een van de meest controversiële van de serie. Nog geen week na de eerste uitzending werden Rod Serling en zijn team overspoeld door brieven van verontwaardigde kijkers. Desondanks besloot Rod Serling zijn verhaal ook aan een groter publiek te tonen.

## Trivia
- Dit is de enige aflevering waarin Rod Serling niet aan de Twilight Zone refereert in zijn slotdialoog.